# Alan Rees
Alan Rees   (Newport, 12 de gener de 1938 - Ascot, 6 de setembre de 2024) va ser un pilot de curses automobilístiques gal·lès que va arribar a disputar curses de Fórmula 1.
Alan Rees va debutar a la sisena cursa de la temporada 1967 (la divuitena temporada de la història) del campionat del món de la Fórmula 1, disputant el 15 de juliol del 1967 el Gran Premi de Gran Bretanya al circuit de Silverstone. Va participar en un total de dues curses puntuables pel campionat de la F1, disputades en la temporada 1967 aconseguint una setena posició com a millor classificació en una cursa i no aconseguint cap punt pel campionat del món de pilots.

## Resultats a la Fórmula 1
| Any  | Equip                 | Xassís  | Motor    | 1   | 2   | 3   | 4   | 5   | 6     | 7     | 8   | 9   | 10  | 11  | Posició | Punts |
| ---- | --------------------- | ------- | -------- | --- | --- | --- | --- | --- | ----- | ----- | --- | --- | --- | --- | ------- | ----- |
| 1967 | Cooper Car Company    | Cooper  | Maserati | SUD | MON | HOL | BEL | FRA | GBR 9 |       |     |     |     |     | -       | 0     |
| 1967 | Roy Winkelmann Racing | Brabham | Cosworth |     |     |     |     |     |       | ALE 7 | CAN | ITA | USA | MEX | -       | 0     |

### Resum
| Curses: | Victòries: | Pòdiums: | Poles: | Voltes ràpides: | Punts: |
| ------- | ---------- | -------- | ------ | --------------- | ------ |
| 2       | 0          | 0        | 0      | 0               | 0      |